# Ford Fairlane (Mittelklasse)
Der Ford Fairlane der Modelljahre 1962 bis 1971 ist ein PKW des US-amerikanischen Automobilherstellers Ford, der nach amerikanischen Maßstäben in der Mittelklasse positioniert war. Als Mittelklassemodell wurde er in Nordamerika in vier Generationen hergestellt. Leicht veränderte Varianten des Fairlane baute Ford in Argentinien zeitweise für südamerikanische Märkte. 

## Entstehungsgeschichte
Bis zum Modelljahr 1961 stand die Bezeichnung Fairlane für die Ausstattungslinie von Fords Full-Size-Modellen. Der Ford Fairlane war baugleich mit dem Galaxie und Starliner, stellte aber die am einfachsten ausgestattete Variante dieser Modellfamilie dar. Unterhalb der großen Baureihe brachte Ford 1960 den nach dortigen Maßstäben kompakten Falcon auf den Markt, der mehr als 80 cm kürzer war als die Full-Size-Modelle. Der Falcon war von Beginn an erfolgreich. Lee Iacocca, ein Ford-Manager, der maßgeblich für die Entwicklung des Falcon verantwortlich war, sah zwischen dem kompakten Falcon und den großen Fords Raum für eine weitere Modellreihe, die im Segment der Intermediates positioniert werden sollte. Dieses mittlere Modell kam im Sommer 1961 auf den Markt und wurde dem Modelljahr 1962 zugeschrieben. Es erhielt den Namen Fairlane, der damit nicht mehr bei den Full-Size-Modellen verwendet wurde; für sie etablierte sich stattdessen die Bezeichnung Galaxie.

## Die einzelnen Baureihen in Nordamerika

### Modelljahre 1962 bis 1965

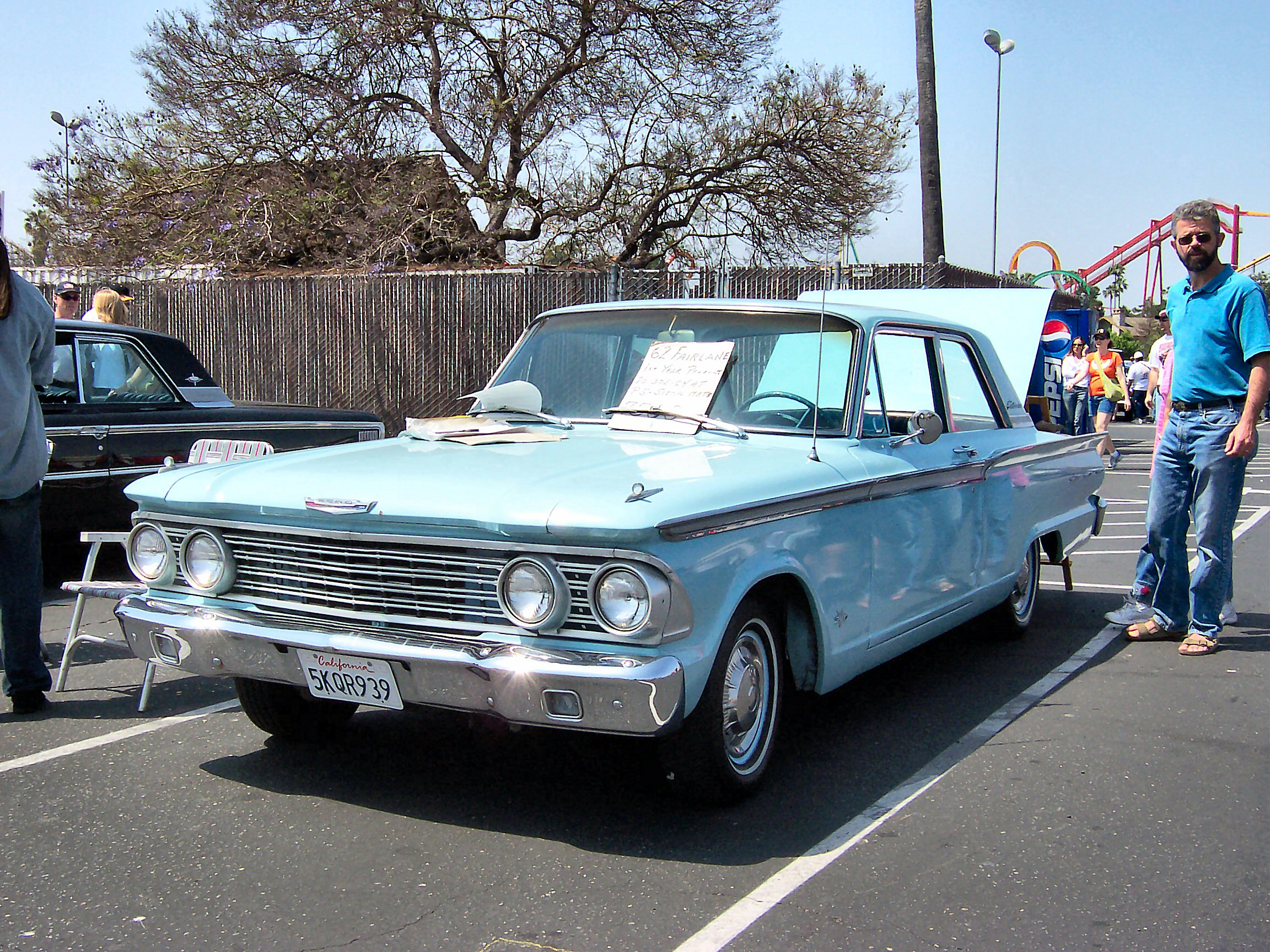
Ford Fairlane (1962)

Mit einer Länge von exakt 5,00 m lag er in der Mitte zwischen dem Galaxie (5,32 m) und dem Falcon (4,60 m). Motorisiert wurde er von einem Sechszylinder-Reihenmotor mit 2800 cm³ (wie im Falcon) oder mit einem neuen Achtzylinder-V-Motor, der mit 3600 cm³ für amerikanische Maßstäbe ziemlich klein war. 
Die von Ford aufgespürte Marktlücke erwies sich als kleiner als vorausgesehen. Der neue Fairlane hatte einen recht zähen Start und verkaufte sich anfangs nicht so gut wie erhofft. Auch gab es Kritik, dass die Motoren zu leistungsschwach wären.
Ford reagierte darauf, indem ab 1962 ein größerer V8-Motor mit 4300 cm³ angeboten wurde. Ab 1963 gab es wahlweise sogar 4700 cm³; der ursprüngliche kleine Achtzylinder mit 3,6 Liter Hubraum wurde gestrichen. Auch der Sechszylinder wurde 1963 auf 3300 cm³ vergrößert. So mochten die Amerikaner den Fairlane schon eher leiden. Die Verkaufszahlen legten allmählich zu.

### Modelljahre 1966 und 1967

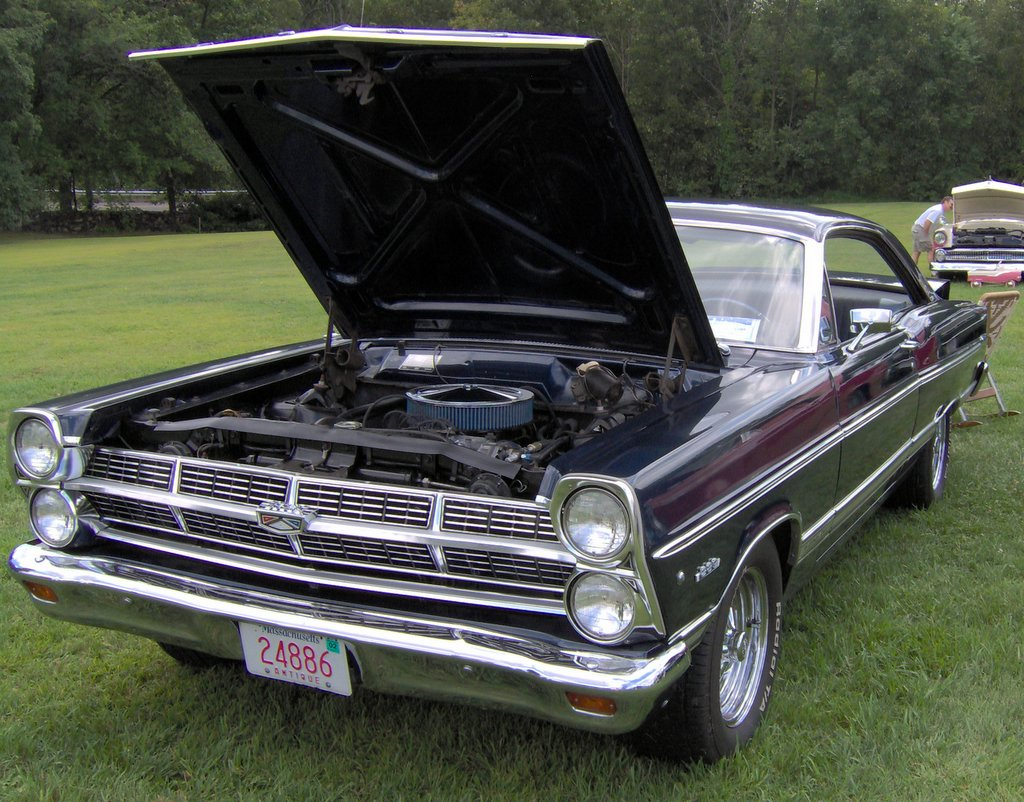
Ford Fairlane (1967)

Den ersten größeren Modellwechsel gab es nach vier Jahren, im Herbst 1965. Die Modelljahre 1966 und 1967 hatten eine neue Karosserie mit übereinander stehenden Doppelscheinwerfern (wie die Ford Galaxie jener Jahre). Wichtiger aber war, dass in den größer gewordenen Motorraum jetzt endlich auch der große Achtzylindermotor mit 6400 cm³ passte, wodurch der Fairlane nach den Maßstäben vieler Amerikaner erst zu einem ernstzunehmenden Auto wurde. Dieses Modell wurde nur zwei Jahre gebaut. 

### Modelljahre 1968 bis 1969
Für das Modelljahr 1968 erhielt der Fairlane schon wieder eine neue Karosserie. Die Doppelscheinwerfer waren jetzt wieder nebeneinander angeordnet. Mit diesem Jahrgang begann auch der Abschied vom Fairlane. Die beste Ausstattungsvariante bekam jetzt den Doppelnamen Fairlane Torino.

### Modelljahr 1970

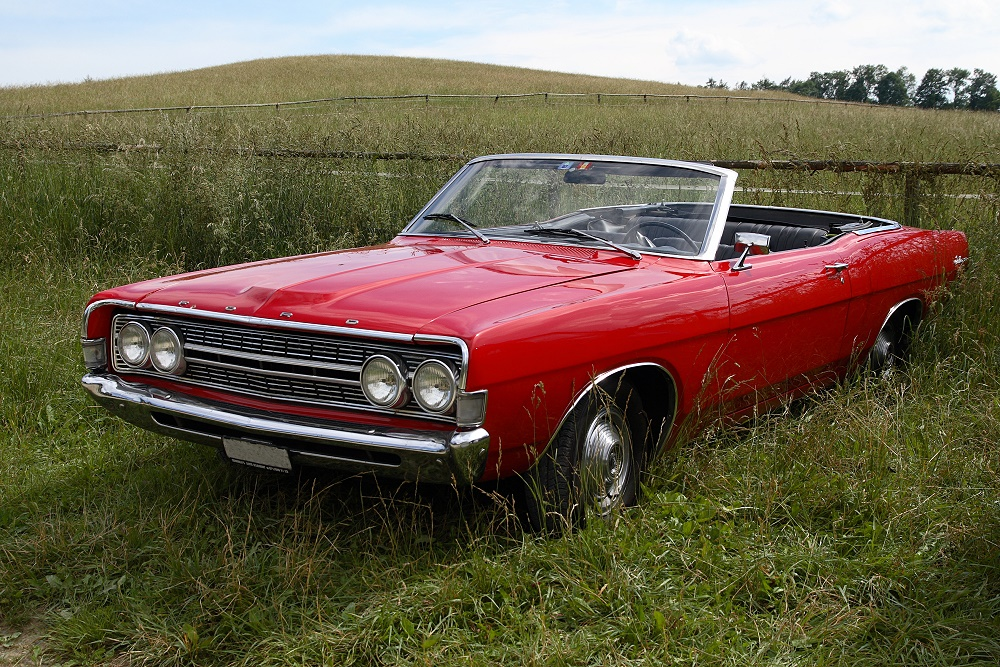
Ford Fairlane Cabrio (1970)

Das letzte Jahr für den nordamerikanischen Fairlane war 1970. Ab Modelljahr 1971 hieß Fords mittlere Modellreihe Ford Torino.